# Pasha D. Lychnikoff
Pasha D. Lychnikoff (Russisch: Павел Дмитриевич Лычников, Pavel Dmitrijevitsj Lytsjnikov) (Moskou, 16 februari 1967) is een Russisch/Amerikaans acteur.

## Biografie
Lychnikoff werd geboren in Moskou en heeft gestudeerd aan de theateracademie aldaar. In het begin van de negentiger jaren verhuisde hij naar de Verenigde Staten om acteur te worden. Hij heeft ook als acteur opgetreden in het theater in zowel de Verenigde Staten als in Rusland.

## Filmografie

### Films
Uitgezonderd korte films.
- 2025 Mission: Impossible – The Final Reckoning - als kapitein Koltsov
- 2022 Rattled! - als Anton / Fyodor
- 2022 Bullet Train - als Alexei Ilyin
- 2020 Follow Me - als Andrei
- 2020 Last Moment of Clarity - als Karl Ristani
- 2018 Siberia - als Boris Volkov
- 2016 Beyond Valkyrie: Dawn of the 4th Reich - als majoor Aleksandr Kulkov
- 2015 Inbetween - als Bryan de monteur
- 2015 Rodina - als Kosmos
- 2014 Tokarev – als Chernov
- 2013 A Good Day to Die Hard – als taxichauffeur
- 2012 Chernobyl Diaries – als dokter
- 2011 Bucky Larson: Born to Be a Star – als Dimitri / distributeur
- 2011 Valley in the Sun – als K.K.
- 2010 The Odds – als ??
- 2009 Star Trek: The Future Begins – als Romulan commandant
- 2009 The Perfect Sleep – als Vassily
- 2008 Mia et le Migou – als Staravitch (stem)
- 2008 Indiana Jones and the Kingdom of the Crystal Skull – als Russische soldaat
- 2008 Cloverfield – als Russische man op straat
- 2008 Reservations – als Tomas
- 2007 Charlie's Wilson War – als Russische helicopterpiloot
- 2007 A Thousand Years of Good Prayers – als Boris
- 2007 Trade – als Vadim Youchenko
- 2006 Miami Vice – als Russische FBI agent
- 2005 Fun with Dick and Jane – als Andrei
- 2003 The Flannerys – als ??
- 2000 Bob, Verushka & the Pursuit of Happiness – als Illya
- 1998 Bad Cop, Bad Cop – als ??
- 1998 Skip Chasers – als ??
- 1997 Playing God – als Andrei
- 1997 Air Force One – als gevangenisbewaker
- 1997 Crash Dive – als Newton

### Televisieseries
Uitgezonderd eenmalige gastrollen.
- 2023 Average Joe - als Nicolai Dzugashvili - 10 afl.
- 2022 Stranger Things - als Oleg - 3 afl.
- 2021 Queen of the South - als Konstantin - 2 afl.
- 2019 Good Girls - als Nico - 2 afl.
- 2018 Insomnia - als Koval - 8 afl.
- 2013-2017 NCIS: Los Angeles - als Michael Zirov - 2 afl.
- 2016 Shameless - als Yvon - 5 afl.
- 2016 Ray Donovan - als Ivan Belikov - 3 afl.
- 2015 Allegiance - als Vaso Matiashvilli - 2 afl.
- 2014 Gang Related - als Slotko Yegenev - 2 afl.
- 2012 The Big Bang Theory – als Dimitri – 5 afl.
- 2012 Bent – als Vlad – 6 afl.
- 2010 Undercovers – als Warner Kaminsky – 2 afl.
- 2005 – 2006 Deadwood – als Blazanov – 14 afl.
- 2002 Without a Trace – als gevangene – 2 afl.
- 2001 Big Apple – als Mitya – 6 afl.
- 1998 Beyond Belief: Fact or Fiction – als ?? – 2 afl.

### Computerspellen
- 2020 Call of Duty: Black Ops Cold War - als stem
- 2019 Metro Exodus - als diverse stemmen
- 2016 Call of Duty: Infinite Warfare - als stem
- 2013 Battlefield 4 – als Dima
- 2010 Singularity – als stem
- 2008 Endwar – als stem
- 2008 Dark Sector – als soldaat / burger
- 2006 Socom U.S. Navy Seals: Combined Assault – als stem
- 2005 Medal of Honor: European Assault – als Cherryenko
- 2003 Freedom Fighters – als stem
- 2003 Medal of Honor: Allied Assault – Spearhead – als stem

- Biblioteca Nacional de España: XX4808629
- Gemeinsame Normdatei: 1062348788
- International Standard Name Identifier: 0000 0001 1451 5783
- Library of Congress Control Number: no2010001415
- Virtual International Authority File: 90687442
- WorldCat: E39PBJdGG3FkT6PYxkPmFXxRrq